# Microrégion de Cerro Largo
La microrégion de Cerro Largo est une des microrégions du Rio Grande do Sul appartenant à la mésorégion du Nord-Ouest du Rio Grande do Sul. Elle est formée par l'association de onze municipalités. Elle recouvre une aire de 2 250,194 km2 pour une population de 66 792 habitants (IBGE - 2005). Sa densité est de 29,7 hab./km2. Son IDH est de 0,756 (PNUD/2000). Elle est limitrophe de l'Argentine, par sa province de Misiones.

## Municipalités[1]
- Caibaté
- Campina das Missões
- Cerro Largo
- Guarani das Missões
- Mato Queimado
- Porto Xavier
- Roque Gonzales
- Salvador das Missões
- São Paulo das Missões
- São Pedro do Butiá
- Sete de Setembro

## Microrégions limitrophes
- Santa Rosa
- Santo Ângelo